# 7493 Hirzo
7493 Hirzo eller 1995 US2 är en asteroid i huvudbältet som upptäcktes den 24 oktober 1995 av den tjeckiska astronomen Jana Tichá vid Kleť-observatoriet. Den är uppkallad efter Hirzo.
Asteroiden har en diameter på ungefär 6 kilometer.